# SCP: Containment Breach
SCP: Containment Breach è un videogioco survival horror prodotto dal finlandese Joonas Rikkonen (in arte "Regalis"), e basato sulle storie del sito SCP Foundation. Si tratta di un gioco in prima persona. È gratuito, per PC e liberamente scaricabile.

## Trama
Il giocatore assume il ruolo di D-9341, un soggetto di prova della Fondazione SCP, organizzazione segreta dedicata al contenimento, studio, ricerca ed eventuale neutralizzazione di anomalie fisiche, particolari oggetti o luoghi e mostruose o inconsuete forme di vita, tutti con una o più caratteristiche totalmente anormali che, nella maggior parte dei casi, possono essere pericolose per l'Umanità. D-9341 sarà usato in un test con SCP-173. Durante il test, si verifica una grave violazione di contenimento e la sicurezza del Sito viene compromessa, rilasciando molte pericolose creature tra le quali lo stesso 173. Solo e nell'oscurità, D-9341 deve sopravvivere a questi fenomeni fuggendone. Sarà un'impresa ardua, dato che verrà costantemente perseguitato da ben due SCP: SCP-173 che apparirà costantemente negli angoli, nelle stanze e nei corridoi; e SCP-106 che lo inseguirà attraverso i muri e i pavimenti e tentando di trasportarlo nella sua "dimensione parallela tascabile", entrambi con l'intenzione di uccidere il protagonista. Il giocatore può anche decidere se interagire con altri SCP presenti nella struttura, che siano oggetti o altre creature.
Il finale del gioco dipende dalla scelte del giocatore, e anche l'utilizzo delle vie di fuga possibili influiscono. Dipende anche se il giocatore vuole tentare di contenere nuovamente SCP-106 oppure no, oppure se disabilitare o meno le testate nucleari poste sotto al sito che presto verranno innescate per fermare SCP-682.
Se il giocatore collaborerà con SCP-079, potrà utilizzare le due uscite, ovvero quella che porta al Cancello A e quella che porta al Cancello B.
Se il giocatore sceglierà di scappare dal Cancello B, verrà o ucciso dall'esplosione delle testate nucleari nel caso il giocatore non le abbia disattivate, o ucciso dai mitragliatori di due elicotteri della MTF. In quest'ultimo finale si può anche sentire tramite una ricetrasmittente che un fuggitivo di Classe D è stato fermato e terminato con successo.
In alternativa, può tentare di uscire dal Cancello A, però fortemente protetto da numerose guardie armate, tre elicotteri e una torretta H.I.D. Accedendovi l'interfono annuncerà l'uscita dal Sito di SCP-106, se il giocatore ha scelto di non contenerlo o non ci è riuscito, seguita dall'allarme che autorizzerà quindi l'uso della torretta. Quando l'essere camminerà fuori dalle porte della struttura, la torretta aprirà il fuoco insieme alle guardie e agli elicotteri, costringendolo a ritirarsi nella sua dimensione tascabile. Mentre ciò accade, D-9341 avrà l'opportunità di scivolare oltre le guardie distratte e correre lungo un tunnel. Lì verrà poi catturato da quattro figure indistinte, (di cui è implicita l'appartenenza all'organizzazione segreta e concorrente della Fondazione, Chaos Insurgency, colei che si suppone abbia causato il mancato contenimento) le quali affermeranno che il giocatore sa troppo per essere ucciso o catturato, e che quindi verrà con loro; in qualche modo si riesce a chiudere le porte dietro al giocatore e, si crede, si fa anche crollare il tunnel sempre dietro quest'ultimo. Se il giocatore riuscirà a contenere SCP-106 e proverà ad attraversare il Cancello A, le guardie invece entreranno e cattureranno il giocatore per interrogarlo, e alla fine la voce di uno scienziato dichiarerà che probabilmente il protagonista dopo qualche test verrà classificato come SCP, date le sorprendenti abilità dimostrate nel superare gravi pericoli e minacce di ogni tipo causate dal mancato contenimento degli altri SCP, sopravvivendo e avendo tra l'altro dimostrato una grande fortuna, come se avesse "avuto più volte a che fare con gli eventi del mancato contenimento" (finale che romperà la "quarta parete", ovvero la barriera tra finzione e realtà).
Riguardo invece a come e perché il mancato contenimento sia accaduto, non esiste ancora qualcosa di esattamente ufficiale. Vi sono numerose teorie, ma tra quelle più accreditate, probabili e più conosciute vi è quella che il Dottor Maynard fosse una spia della Chaos Insurgency e che abbia quindi causato il mancato contenimento di SCP-079 (aiutandolo a liberarsi dai blocchi informatici imposti dalla Fondazione) e di SCP-106, innescando la reazione a catena che ha causato gli altri mancati contenimenti, nonostante non vi sia ancora un motivo o una ragione valida per aver causato un "attacco" di tali proporzioni se non l'indebolimento della Fondazione stessa. Infatti, esistono numerose prove nel gioco che rafforzano questa teoria, come per esempio il messaggio inviato da Maynard ad un individuo sconosciuto che dirà semplicemente "È libero", che coincide quasi perfettamente con l'orario della fuga dal contenimento di SCP-106, oppure un messaggio lasciato sempre da Maynard sulla sua scrivania che recita "Avete reso tutto così semplice. Bel lavoro, Fondazione", o anche la "misteriosa" scomparsa dal sito del Dottore, che stranamente sembra nessuno riesca a trovare, come si può sentire alla radio in una conversazione tra una guardia e un agente della MTF. Vi è un'altra teoria, meno famosa ma comunque abbastanza accreditata, ovvero che il tutto sia stato causato sempre da un attacco da parte della Chaos Insurgency, sempre per ragioni sconosciute, grazie ad un loro prezioso manufatto chiamato "Bell of Entropy" (Campana dell'Entropia), che suonata può causare diversi effetti distruttivi (l'area e la gravità dei danni dipendono dall'intensità con la quale è stata percossa) attorno a sé come, si suppone, una sorta di effetto EMP che ha disattivato temporaneamente o permanentemente qualsiasi dispositivo elettronico, macchinario, fonte di energia o tecnologia assortita causando quindi un mancato contenimento di massa. Infatti, nella descrizione degli esperimenti eseguiti con la Campana, vi è anche uno abbastanza sospetto, l'ultimo, recitante che l'esperimento eseguito per ordine di uno dei loro capi, ovvero suonare la campana vicino ad un sito della Fondazione e possibilmente anche a scopo di indebolire quest'ultima, ha causato un effetto EMP per un'area molto estesa, innescando quindi un grave mancato contenimento di massa, seguito dalla distruzione, fuga e perdita del Sito e inoltre di alcuni preziosi SCP. Non si sa se questo esperimento sia stato eseguito in un altro sito e in tutt'altro periodo o proprio nel sito in questione nel periodo in cui si svolge la storia del gioco, e se quindi esso sia stato la vera causa del mancato contenimento presentato in quest'ultimo.

## Modalità di gioco
Esistono 3 modalità diverse:
- Safe, nella quale è possibile salvare i progressi della partita in ogni momento;
- Euclid, nella quale è possibile salvare solo in alcune zone;
- Keter, nella quale non è possibile salvare in alcun modo i progressi, gli SCP sono più aggressivi e la morte in-game resetta la partita.

## Accoglienza
Il gioco ha ricevuto recensioni generalmente positive.
Il sito web videoludico Rock, Paper, Shotgun affermò: "È Warehouse 13 senza battute e stranezze, ma con molto più panico, urla e creature nascoste fatte di denti e spine", aggiungendo che "ha un modello e una consistenza deboli, ma si spera che si trasformerà in una massiccia collaborazione". Edge online ha dato al gioco una recensione positiva, definendolo un "titolo col motore di fascia bassa Blitz3D che getta una creatura notevole nel mercato", ma aggiungendo che "in qualche modo riesce ad essere il gioco più spaventoso dei recenti giochi survival horror ad alto budget combinati".
Un altro sito web, PC Gamer, lo classifica come al 22º posto sulla loro lista dei 50 migliori videogiochi gratuiti per PC.